# Ulrike Krasberg
Ulrike Krasberg (* 12. August 1950 in Recklinghausen) ist eine deutsche Ethnologin.
Ulrike Krasberg studierte an der Johann Wolfgang Goethe-Universität in Frankfurt am Main Ethnologie, Europäische Ethnologie und Wirtschaftsgeographie, promovierte 1978 und habilitierte sich 1993 an der Philipps-Universität Marburg, wo sie als Privatdozentin im Fachbereich Kultur- und Sozialanthropologie tätig war. Weiterhin ist sie Mitarbeiterin am Museum der Weltkulturen in Frankfurt am Main. 

## Veröffentlichungen (Auswahl)
- Kalithea: Männer und Frauen in einem griechischen Dorf. Campus Verl., Frankfurt a. M. 1996.
- Die Ekstasetänzerinnen von Sîdî Mustafa: eine theater-ethnologische Untersuchung. Reimer, Berlin 2002. ISBN 978-3-496-02723-2
- Sevrugian - images of the Orient: photographs and paintings 1880 - 1980. (Hrsg-) Ausstellungskatalog Museum of World Cultures, Frankfort on the Main, Museum für Völkerkunde Wien. Societätsverlag, Frankfurt am Main 2008. ISBN 978-3-7973-1122-1
- Hab ich vergessen, ich hab nämlich Alzheimer!. Beobachtungen einer Ethnologin in Demenzwohngruppen. Huber, Bern 2013. ISBN 3-456-85278-9